# La Morsure du crotale
Pour plus de détails, voir Fiche technique et Distribution.
La Morsure du crotale (Rattlesnake, litt. « Crotale » ou « Serpent à sonnette ») est un thriller américain écrit et réalisé par Zak Hilditch, sorti en 2019 directement sur Netflix.

## Synopsis
Aviophobe, la mère célibataire Katrina Ridgeway (Carmen Ejogo) conduit dans le long du désert du Texas avec sa fille Clara (Apollonia Pratt). Le pneu de sa voiture est crevé. Les voilà coincées dans le désert, où le réseau de portable ne passe guère. Alors qu'elle se prépare à réparer sa roue, sa fille se fait mordre par un crotale. Gravement blessée, Clara perd connaissance. Katrina regarde autour d’elle : elle voit un mobile home qu’elle n’avait étrangement pas vu. Elle y entre sans frapper, et apparait une femme (Debrianna Mansini) assez étrange lui disant qu’elle a de la chance : cette dernière a maintes fois soigné les morsures de serpent, et lui dit de réparer la voiture sans oublier de payer sa dette. Katrina retourne à sa voiture pour changer de pneu, et récupère sa fille pour l’emmener à l’hôpital dans la ville de Tulia. Deux choses étranges, la propriétaire a disparu et la morsure de serpent, également. Arrivées à l’hôpital, Katrina a des visions paranoïaques, d’où le pacte avec le Diable pour rembourser l’étrange femme du mobile home…

## Fiche technique
Sauf indication contraire, les informations mentionnées dans cette section peuvent être confirmées par la base de données cinématographiques IMDb,  présente dans la section « Liens externes ».
- Titre original : Rattlesnake
- Titre français : La Morsure du crotale
- Réalisation et scénario : Zak Hilditch
- Direction artistique : Geoff Wallace
- Décors : Gregory G. Sandoval
- Costumes : Daniela Moore
- Montage : Merlin Eden
- Musique : Ian Hultquist
- Production : Ross M. Dinerstein
- Sociétés de production : Campfire ; Netflix (coproduction)
- Société de distribution : Netflix
- Pays d'origine :  États-Unis
- Langue originale : anglais
- Format : couleur
- Genre : Drame, horreur et thriller
- Durée : 85 minutes
- Dates de sortie[1] :
  - États-Unis : 24 octobre 2019 (Austin Film Festival)
  - Monde : 25 octobre 2019 sur Netflix

## Distribution
- Carmen Ejogo (VF : Alice Taurand) : Katrina Ridgeway
- Theo Rossi (VF : Anatole de Bodinat) : Billy
- Emma Greenwell : Abbie
- Apollonia Pratt (VF : Anna Piel) : Clara
- Richard Lippert : l'homme mourant
- David Yow (VF : Charles Uguen) : Charlie
- Joy Jacobson (VF : Marie-Madeleine Burguet-Le Doze) : Loraine
- Arianna Ortiz (VF : Aurore Monicard) : Francine
- Catherine Haun : la sœur de Loraine
- Debrianna Mansini : la femme du mobile home
- Sean Dillingham (VF : Sylvain Lemarié) : Dr Hayes
- Stephanie Hill : la voisine
- Jenna Doolittle : l'infirmière
- Alexandra Nell : le randonneur
- Melissa Chambers : la femme échevelée
- Tim Stafford : l'infirmier

 Source et légende : version française (VF) sur RS Doublage

## Production
Le tournage débute en mi-décembre 2018 dans le désert du Nouveau-Mexique.

## Accueil
La Morsure du crotale est sélectionné et présenté en avant-première mondiale le 24 octobre 2019 au festival du film d'Austin (Austin Film Festival) aux États-Unis. Netflix le distribue le 25 octobre 2019 à travers le monde.